# Max Nunes
Max Newton Figueiredo Pereira Nunes (Rio de Janeiro, 17 de abril de 1922 — Rio de Janeiro, 11 de junho de 2014) foi um humorista, ator, autor, escritor, roteirista, redator, diretor, produtor, compositor, letrista
médico, redator e polímata brasileiro.

## Biografia
Formado em medicina, desviou-se da profissão para se tornar um escritor de humor do Brasil. Pioneiro dos programas de humor no rádio e na TV, foi o criador e redator do programa Balança Mas Não Cai, grande sucesso da década de 1950, na Rádio Nacional, onde se consagraram, por exemplo, atores como Paulo Gracindo e Brandão Filho, nos papéis do "Primo Rico e primo Pobre".
O sucesso do programa o fez sair da Rádio Nacional, onde fazia três programas por semana, e recebia Cr$ 40 mil/mês, e foi para a Rádio Tupi para realizar um programa e a remuneração de Cr$ 50 mil.
Como cronista era autor de textos sobre o cotidiano do Rio de Janeiro. Vários sucessos de Jô Soares têm origem em textos de Max Nunes, como o das personagens Capitão Gay e a cantora lírica Nanayá Com Ypsilon. Jô Soares inclusive o considera seu padrinho.
Também era compositor de canções, como Bandeira Branca de 1970.
Foi torcedor do America Football Club do Rio de Janeiro. Em sua homenagem, na antiga sede do clube, havia um teatro que levava seu nome.
Era pai das atrizes Bia Nunnes e Cristina Nunes.

## Morte

Max Nunes, Raimundo Lopes, Sueli Abreu, Antônio Carlos, Ida Gomes, Corrêa Araújo e Nádia Maria

Em 11 de junho de 2014, morreu de infecção generalizada, no Hospital Samaritano, onde estava internado desde 20 de maio, após sofrer uma queda e fraturar a tíbia.